# 森下圭介
森下 圭介（もりした けいすけ、生年月日不明 - 2019年9月17日）は、日本の男性アニメーター、アニメーション演出家。

## 略歴・人物
東映動画（現・東映アニメーション）から、楠部大吉郎の設立したAプロダクション（現・シンエイ動画）に移籍。1970年代前半には独立し、風プロダクションを設立。以後、東京ムービー（Aプロ）、東映動画の仕事をグロス請けをする。1980年代はシンエイ動画作品の作画監督・演出がメインとなり、『ドラえもん』などの藤子アニメには欠かせない存在となる。それまでの劇画調から一変して、当時のシンエイ動画の中村英一のタッチに似た柔らかい画風が特徴となった。

## 主な参加作品

### テレビアニメ
- レインボー戦隊ロビン（1966年-1967年、作画）
- パーマン シリーズ
  - パーマン（1967年-1968年、作画）
  - 藤子不二雄劇場 パーマン（1983年-1987年、作画監督）
- 巨人の星 （1968年-1971年、作画）
- もーれつア太郎 （第1作：1969年-1970年、作画監督）
- 珍豪ムチャ兵衛（1971年、原画）
- オバケのQ太郎シリーズ
  - 新オバケのQ太郎 （1971年-1972年、コンテ）
  - 藤子不二雄劇場 オバケのQ太郎 （1985年-1987年、作画監督）
- アパッチ野球軍 （1971年、キャラクターデザイン）
- ハゼドン （1972年-1973年、コンテ）
- ど根性ガエル （1972年-1974年、コンテ）
- マジンガーZ （1972年-1974年、キャラクターデザイン（後期）・作画監督）
- ドロロンえん魔くん（1973年-1974年、演出[1]）
- グレートマジンガー （1974年-1975年、キャラクター設定[2]・作画監督）
- UFOロボ グレンダイザー （1975年-1977年、作画監督）
- キャンディ・キャンディ （1976年-1979年、作画監督）
- 花の係長（1976年、原画）
- 魔女っ子チックル （1978年-1979年、作画監修）
- ドラえもん（1979年版） （1979年-2005年、作画監督）※放送途中で降板
- まんが 水戸黄門 （1981年-1982年、キャラクター設定）
- ゲームセンターあらし （1982年、原画）
- 忍者ハットリくん （1981年-1987年、作画監督）
- ウルトラB （1987年-1989年、総作画監督）
- それいけ!アンパンマン （1988年-2009年、原画）
- 風の中の少女 金髪のジェニー （1992年-1993年、原画）
- キャプテン翼J （1994年、原画）
- ポポロクロイス （2003年-2004年、原画）

### OVA
- 天外魔境 自来也おぼろ変 下之巻（1990年、原画）
- 鴉天狗カブト 黄金の目のケモノ（1992年、原画）
- THE COCKPIT 音速雷撃隊（1994年、原画）

### 劇場アニメ
- マジンガーZ対暗黒大将軍 （1974年、原画）
- ドラえもん のび太の恐竜 （1980年、原画）
- 21エモン 宇宙へいらっしゃい! （1981年、原画）
- フリテンくん （1981年、作画監督）
- ドラえもん のび太の大魔境 （1982年、原画）
- ドラえもん のび太の海底鬼岩城 （1983年、原画）
- 忍者ハットリくん+パーマン 超能力ウォーズ （1984年、原画）
- オバケのQ太郎 とびだせ! バケバケ大作戦 （1986年、作画監督）
- オバケのQ太郎 とびだせ! 1/100大作戦 （1987年、作画監督）
- ウルトラB ブラックホールからの独裁者B・B!! （1988年、作画監督）
- こちら葛飾区亀有公園前派出所 THE MOVIE2 UFO襲来! トルネード大作戦!! （2003年、原画）